# 宾南高速公路
宾川－南涧高速公路（简称宾南高速），是云南省一条在建的省级高速公路，是 宁蒗—南涧高速公路的重要组成部分，连接大理州宾川县与南涧县，全长97.292公里，是宾川、弥渡2县的首条高速公路，2025年5月30日全线通车。

## 道路数据
宾南高速起点位于宾川县西南侧的大银甸水库旁，与大理－永胜高速公路相接，途径祥云县、弥渡县，止于南涧县城西侧的杨免庄，与大理－南涧高速公路相接。全长97.292公里，其中宾川县境内34.3公里，祥云县境内14.925公里，弥渡县境内约39公里。宾南高速为双向四车道，前半段设计时速100公里/小时，路基宽26米，后半段设计时速80公里/小时，路基宽25.5米。估算投资153.55亿元。

## 建设历程
宾南高速是“十三五”期间大理州计划建设的高速公路之一，是《云南省中长期高速公路网规划》的重要路段。2017年3月，完成《工程可行性研究报告》。2017年8月17日，云南省发改委批复同意新建宾南高速。
2017年12月20日，宾南高速开工仪式在宾川县乔甸镇举行。2021年1月13日，位于宾川县乔甸镇的乔甸隧道贯通，隧道单辐长约3,110米。2022年3月，宾南高速的重点控制性工程浑水海枢纽立交主体工程完工，浑水海枢纽立交位于祥云县浑水海水库西侧，由1座主线桥、8条匝道和22座桥梁构成，总长12.75公里，与新楚大高速相接。2022年3月31日，宾南高速宾川立交至浑水海立交路段正式通车，通车里程37.412公里。2023年12月大理州交通运输局称该项目资金缺口较大，正在协调推进项目建设。2024年12月27日，浑水海枢纽立交至苴力立交段建成通车，通车里程37.331公里，开放祥云南、弥渡东、苴力3个收费站，开通浑水海枢纽立交各匝道。2025年5月30日，宾南高速苴力立交至南涧枢纽立交段建成通车，开通密祉收费站，全线通车运营。